# World Cube Association
La World Cube Association (WCA) est l'organisation internationale qui régule et supervise les compétitions de casse-têtes mécaniques qui peuvent être opérés par des mouvements de groupes de pièces, appelés en anglais twisty puzzles (une sous-catégorie des puzzles de combinaison). Le puzzle le plus connu est le Rubik's Cube.

## Histoire
La WCA a été fondée par Ron Van Bruchem (des Pays-Bas) et Tyson Mao (des États-Unis).
L’objectif de la WCA est d'avoir « plus de compétitions dans plus de pays, et s'amuser, avec des règles équitables ». En 2017, le Bureau des directeurs a commencé les démarches pour faire que la WCA devienne une organisation à but non lucratif, et le 20 Novembre 2017, l'état de Californie a accepté l'enregistrement de la World Cube Association.
L'organisation est dirigée par les membres du Bureau des directeurs, assistés de leurs assistants exécutifs. Différentes tâches sont confiées à différents comités et équipes. L'organisation reconnaît des délégués dont la présence d'au moins un est nécessaire pour qu'une compétition soit officielle.
Actuellement[évasif], la WCA contient plus de 140 000 membres. Participer à une compétition est la seule condition, suffisante et nécessaire, afin d'être membre de la WCA.
En 1999, internet a permis la réunion de cubeurs via Rubik's Game, un jeu en ligne présentant une simulation de cube. Chris Hardwick créa un groupe Yahoo! appelé Speedsolvingrubikscube et un lieu pour poster ses temps dans différentes catégories.
Les cubeurs vivant aux 4 coins du globe, le temps vint d'organiser une rencontre. Celle-ci était prévue sur forme des championnats du monde de Rubik's cube, à New-York, en novembre 2001, mais les attaques du World Trade Center bloquèrent entièrement l'événement, qui fut reporté à 2003, grâce à l'aide de Dann Gosbee, à Toronto. L'absence de règlement cause de nombreux problèmes. Cette compétition est l'élément déclencheur de la création de la WCA en 2004. D'autres compétitions furent rapidement organisées, aux Pays-Bas par Ron Van Bruchem et à Caltech par Tyson Mao, avant de se propager au reste du monde dans les années suivantes.
En 2021, des compétitions reconnues par la WCA ont eu lieu dans au moins 109 pays.

## Bureau des directeurs

### Bureau actuel
Version au 8 septembre 2020
| Nom                 | Pays        | membre depuis  |
| ------------------- | ----------- | -------------- |
| Bob Burton          | Etats Unis  | Novembre 2017  |
| Ethan Pride         | Australie   | Juillet 2019   |
| Henrik Buus Aagaard | Danemark    | Novembre 2019  |
| Callum Goodyear     | Royaume-Uni | Septembre 2020 |
| Saransh Grover      | Inde        | Septembre 2020 |

### Ex-membres
| Nom                        | Pays         | Terme                           |
| -------------------------- | ------------ | ------------------------------- |
| Gilles Roux                | France       | Octobre 2004 – novembre 2008    |
| Ron Van Bruchem            | Pays-Bas     | Octobre 2004 – juillet 2018     |
| Masayuki Akimoto           | Japon        | Septembre 2005 – janvier 2012   |
| Tyson Mao                  | États-Unis   | Octobre 2004 – août 2013        |
| Sébastien Auroux           | Allemagne    | Juillet 2012 – février 2014     |
| Tim Reynolds               | États-Unis   | Juillet 2012 – décembre 2014    |
| Natán Riggenbach           | Pérou        | Septembre 2013 – août 2015      |
| Olivér Perge               | Hongrie      | Mars 2015 – février 2016        |
| Pedro Santos Guimarães     | Brésil       | Mars 2015 – juillet 2018        |
| Ilkyoo Choi                | Corée du Sud | Septembre 2013 – juillet 2017   |
| Chris Hardwick             | États-Unis   | Juillet 2016 – novembre 2017    |
| Luis J. Iáñez              | Espagne      | Juillet 2016 – juillet 2018     |
| Olivér Perge               | Hongrie      | Juillet 2017 - juillet 2019     |
| Alberto Pérez de Rada Fiol | Espagne      | Novembre 2017 - novembre 2019   |
| Chris Wright               | Royaume-Uni  | Septembre 2018 - septembre 2020 |

## Structure de la WCA

### Bureau des directeurs
Le Bureau des directeurs WCA (ou Board WCA) est l'équipe à la tête de la WCA, et la plus haute autorité. Le Board est responsable de l'organisation entière. Il gère la répartition des tâches, discutent et font des choix concernant un grand nombre de questions, ou de situations, qui affectent les comités, les équipes, les délégués, ou les membres de la WCA. Le Board supervise de nombreuses tâches, dans tous les domaines, et approuve ou non tout changement des règles ou des informations essentielles du site et de l'organisation, toujours dans l'objectif de respecter l'objectif de la WCA.

### Équipes et comités WCA

#### WCA Communication Team (Equipe de communication)
Le WCA Communications Team (WCT) supervise la communication, en faisant les annonces via les réseaux sociaux, ou sur le site. De nombreuses actions sont quotidiennement effectuées, comme la mise en ligne de certaines images provenant de compétitions, sur les réseaux sociaux par exemple, que ce soir en direct (via des story Instagram, ou des albums photos). C'est le WCT qui se charge de répondre à la plupart des demandes par email, ou de transférer ces demandes aux personnes concernées.

#### WCA Competition Announcement Team (Equipe d'annonce des compétitions)
Le WCAT vérifie toutes les compétitions soumises par n'importe quel délégué avant de les publier, une fois que celles-ci répondent aux demandes des règles, aux standards de qualité, et l'objectif de la WCA.

#### WCA Disciplinary Committee (Comité disciplinaire)
Le comité disciplinaire (WDC) faire des investigations sur différents incidents ayant lieu aux compétitions, notamment certaines violations des règles WCA, dans des cas de triches, mauvaise conduite, crimes ou délits sur le lieu d'une compétition, etc.
Le WDC peut être contacté par n'importe qui, par email. Si le leader du WDC considère que le cas de leur ressort, une enquête est ouverte, incluant les responsables, les potentielles victimes, des témoins, d'éventuels conseillers, etc.

#### WCA Ethics Committee (Comité de l'éthique)
Le comité de l'éthique assure le respect du code de l'éthique à tous les niveaux de la WCA. Une enquête peut-être initiée à partir d'un simple contact, ou d'un incident à une compétition.

#### WCA Executive Assistants Team (Équipe des assistants exécutif)
Le comité qui aide le bureau des directeurs à effectuer les tâches administratives.

#### WCA Financial Committee (Comité des finances)
Le comité des finances (WFC) gère l'aspect financier de la WCA, de la réception des cotisation (envoyés par les délégués après chaque compétition), au financement de voyage de certains délégués, ou bien les taxes et impôts de la WCA à payer.

#### WCA Marketing Team (Equipe marketing)
L'équipe marketing (WMT) qui a récemment absorbé l'équipe matériel, assure la promotion de la WCA, cherche des sponsors et assure la distribution de matériel pour les compétitions.

#### WCA Quality Assurance Committee (Comité de contrôle qualité)
Le comité de contrôle qualité (WQAC) assure le respect des standards de qualité dans toutes les branches de la WCA, de manière identique sur Terre (afin de répondre à l'objectif de la WCA), et l'amélioration de ces standards. Des vérifications sont faites avant et après les compétitions, et il peut initier des enquêtes auprès du WRC, WEC ou WDC si besoin.

#### WCA Regulations Committee (Comité réglementaire)
Le comité des réglementations (WRC) a été créé en 2011 pour gérer les réglementations des compétitions WCA, en travail proche avec le Board. Aujourd'hui, le domaine d'action de ce comité est plus vaste, comme discuter de certaines situations qui ne sont pas couvertes par les réglementations déjà en place, être proche des délégués en cas de doute sur des questions de règlement, pendant les compétitions par exemple, etc.
Les différents cas rencontrés, pendant ou après les compétitions, et des discussions internes mènent à de nouvelles version du règlement WCA.

#### WCA Results Team (Equipe des résultats)
L'équipe des résultats (WRT) est responsable des bases de données de la WCA, comme les informations des membres, ainsi que les résultats de compétitions, qu'elle est chargée de mettre en ligne, et corriger si besoin.
La correction et mis en ligne des résultats est une tâches très chronophage car de nombreuses étapes doivent être méticuleusement effectuées, et les données doivent impérativement être correctes.
D'autres demandes peuvent être faites, comme des changements de nom, de nationalité, de résultats, etc.

#### WCA Software Team (Equipe logiciel)
L'équipe logiciel (WST) gère l'ensemble du travail logiciel de la WCA : du site de la WCA jusqu'aux logiciels utilisés avant, pendant et après les compétitions (Comme pour la génération des mélanges, ou les applications de soumission des résultats).
L'ensemble de ces logiciels sont des projets open-source sur GitHub. L'équipe doit être réactive en cas d'incident avec une des applications.

#### WCA Advisory Council (Conseil consultatif)
Le conseil consultatif (WAC) est responsable de la communication entre le Staff et les membres de la WCA, afin de faciliter l'évolution de ces deux entités, qu'ils s'aident mutuellement.

### WCA Delegates (Délégués WCA)
Un délégué WCA est un membre expérimenté de la WCA, qui une fois promu, est présent pour rendre une compétition officielle, pour suivre les standards et règles de la WCA, dans le respect de l'objectif de la WCA.
Un délégué nouvellement promu sera un Candidat délégué WCA. Après avoir fait ses preuves dans la gestion de compétitions il peut être promu Délégué WCA.
La Terre est divisée en régions, chacune possède un Délégué WCA Senior, qui organise la gestion des autres délégués de sa région et peut-être contacté pour des affaires régionales.
Une liste des candidats délégués, délégués et délégués senior est disponible sur le site de la WCA. 

## Catégories
Actuellement[évasif], 17 catégories sont reconnues comme officielles. Toutes ne sont pas présentes à toutes les compétitions, mais toutes peuvent être rencontrées. Dans toutes les catégories, des records peuvent être battus. Les catégories sont :
- 3x3x3 Cube
- 2x2x2 Cube
- 4x4x4 Cube
- 5x5x5 Cube
- 6x6x6 Cube
- 7x7x7 Cube
- 3x3x3 Blindfolded (3BLD)
- 3x3x3 Fewest Moves (FMC)
- 3x3x3 One-Handed (OH)
- Megaminx
- Pyraminx
- Rubik's Clock
- Skewb
- Square-1
- 4x4x4 Blindfolded (4BLD)
- 5x5x5 Blindfolded (5BLD)
- 3x3x3 Multi-Blind (MBLD)

Certaines catégories étaient officielles, mais ont été dés-homologuées :
- Rubik's Magic
- Master Magic
- 3x3x3 Multiple Blindfolded (no time limit)
- 3x3x3 With Feet (WF)